# 851
| 851                |
| ------------------ |
| Dødsfald - Fødsler |
|                    |

| Gregoriansk kalender | 851 DCCCLI              |
| Ab urbe condita      | 1604                    |
| Armensk kalender     | 300 ԹՎ Յ                |
| Kinesiske kalender   | 3547 – 3548 庚午 – 辛未 |
| Etiopisk kalender    | 843 – 844               |
| Jødisk kalender      | 4611 – 4612             |
| Hindukalendere       |                         |
| - Vikram Samvat      | 906 – 907               |
| - Shaka Samvat       | 773 – 774               |
| - Kali Yuga          | 3952 – 3953             |
| Iransk kalender      | 229 – 230               |
| Islamisk kalender    | 236 – 237               |

Se også 851 (tal)